# Amr Waked
Amr Waked (Arabisch: عمرو واكد) (Caïro, 12 april 1972) is een Egyptisch film-, toneel- en televisieacteur, voornamelijk bekend door zijn vertolking van rollen van Midden-Oosterse en mediterrane karakters.

## Achtergrond
Waked is afgestudeerd aan de American University in Caïro en trad van 1992 tot 2002 in theaters op. Oorspronkelijk werkte hij enkel af en toe zwart als acteur en verder als aandelenhandelaar, voordat hij zich helemaal toelegde op zijn carrière als acteur.

## Carrière
Wakeds eerste grote rol was in Ashab wala business (2001),  waarover recensenten schreven dat hij de rol van 'Gehad' zo goed neerzette dat veel kijkers die het theater verlieten in de veronderstelling waren dat hij een Palestijns acteur was in plaats van een Egyptische. Zijn eerste hoofdrol was die van 'Ahmed' in Deil el Samaka ('De vissenstaart') (2003), en in 2005 werkte hij samen met de Amerikaanse acteur George Clooney in de film Syriana, waarvoor hij in 2006 een Special Award for Arabs in The International Cinema won op het Internationaal filmfestival van Caïro. Waked trad in 2007 ook toe tot de cast van de Egyptische tv-serie Lahazat Harega (Critical Moments), en was betrokken bij 32 episodes van het eerste seizoen.

## Filmografie
- Gannat al shayateen (1999)
- Lili (2001)
- Ashab wala business (2001)
- Men nazret ain (2003)
- Dail el samakah (2003)
- Sahar el layaly (2003) (stem)
- Ahla al awkat (2004)
- Khalty Faransa (2004)
- Tito (2004)
- Sib wana Aseeb (2004)
- Kalam fel hob (2005)
- Dam el ghazal (2005)
- Syriana (2005)
- Genenet al asmak ('Het aquarium') (2008)
- Ibrahim Labyad (2009)
- Al Mosafer (2009)
- Il padre e lo straniero (2010) (post production) (The Father And The Stranger)
- Alf Leila We Leila (2010)
- Salmon Fishing in the Yemen (2011/12)
- Contagion (2011)
- Lucy (2014)
- Marco Polo (2014)
- Wonder Woman 1984 (2020)
- Eagles of the Republic (2025)

- Gemeinsame Normdatei: 1061779130
- International Standard Name Identifier: 0000 0000 6116 5790
- Library of Congress Control Number: no2009069463
- Nationale Bibliotheek van Tsjechië: xx0164173
- Nationale Bibliotheek van Israël: 987007369704805171
- Virtual International Authority File: 88477051
- WorldCat: E39PBJxrRYHTtxCyVtBvJJrQbd